# NGC 333
NGC 333 (również PGC 3519, w niektórych źródłach NGC 333A lub NGC 333B) – galaktyka eliptyczna (E?), znajdująca się w gwiazdozbiorze Wieloryba w odległości ok. 728 milionów lat świetlnych. Odkrył ją Wilhelm Tempel w 1877 roku. Tuż obok na nieboskłonie znajduje się galaktyka PGC 3073571, ze względu na swoją bliskość nazywana czasem NGC 333A lub NGC 333B, jednak nie wiadomo, czy jest ona powiązana grawitacyjnie z NGC 333, czy też ich bliskość na niebie jest tylko przypadkowa. Sąsiednia galaktyka PGC 3518 w niektórych źródłach również nosi oznaczenie NGC 333A.